# 春陽館 (岸和田市)
春陽館（しゅんようかん）は、かつて存在した日本の映画館である。1930年（昭和5年）4月、大阪府泉南郡春木町（現在の同府岸和田市春木泉町）に開館した。第二次世界大戦後はいち早く復興し、多くの日本映画・輸入映画（洋画）を上映した。1962年（昭和37年）に閉館した。中場利一の小説『えんちゃん 岸和田純情暴れ恋』等に登場する映画館である。

## 沿革
- 1930年4月 - 開館[1][2][3][6]
- 1962年 - 閉館[11][12]

## データ
- 所在地 : 大阪府岸和田市春木泉町1560番地[6][7][8][9][10][11]（開館当時の同府泉南郡春木町[2][3]）
  - 現在の同府同市春木泉町5番地23号、現況は月極駐車場[13]

北緯34度28分36秒 東経135度22分52秒 / 北緯34.47667度 東経135.38111度
- 経営 : 
  1. 小南捨三郎 （1942年[2]）
  2. 藤澤武也 （1943年[3]）
  3. 夜明藤一 （1945年前後[4] - 1959年[6][7][8][9]）
  4. 向井克巳 （1959年 - 1962年[10][11][12]）
- 構造 : 木造二階建[5][6][7][10]
- 観客定員数 : 405名（1943年[3]） ⇒ 360名（1950年[4]） ⇒ 399名（1951年[5] - 1955年[6]） ⇒ 360名（1956年[7]） ⇒ 350名（1961年[10]・1962年[11]）

## 概要

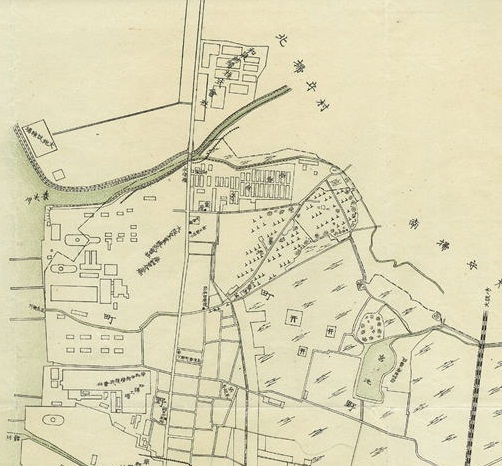
『岸和田市全図』（『岸和田要鑑』1924年）の北部分抜粋。春木川（地図左上）の北側に「和泉紡績株式会社」工場があり、地図の中心を縦に走る道路が紀州街道。同館はこの6年後、同工場から見て街道の反対側に開館する。地図作成当時、春木地区は泉南郡北掃守村に属していた。

### 工場労働者を背景に
1930年（昭和5年）4月、大阪府泉南郡春木町（のちの同府岸和田市春木泉町1560番地、現在の春木泉町5番地23号）に開館した。開館当時の岸和田市内の映画館は、欄干橋南側の魚屋町にあった朝日座（旭座とも、経営・古南米蔵）、堺町の岸和田館（経営・山口藤次郎および吉田常三郎）、北町の電気館（のちの岸和田電気館、経営・西田源次郎）、下野町の吉野倶楽部（経営・奥佐太郎）の4館が存在した。1935年（昭和10年）1月には同市内北町に山村劇場（のちの岸和田東映劇場）、1939年（昭和14年）2月には、本町に岸和田東宝映画劇場が開館している。開館当時の同館の経営者、観客定員数、興行系統等は不明である。同館は紀州街道を北西に入った路地にあり、同街道の東側には和泉紡績の工場（のちの東洋紡春木工場、現在跡地はUR都市機構春木団地）があって、その労働者を背景に立地していた。また、春木川の南側には大阪窯業岸和田分工場（現在跡地は岸和田コーポラス）、岸和田紡績社宅も存在し、多くの人々の労働と生活の地であった（右地図）。同館は、南海鉄道の春木駅からは、1キロメートルほど西に離れていた。
1942年（昭和17年）には第二次世界大戦による戦時統制が敷かれ、日本におけるすべての映画が同年2月1日に設立された社団法人映画配給社の配給になり、すべての映画館が紅系・白系の2系統に組み入れられるが、同年発行の『映画年鑑 昭和十七年版』には、同館の興行系統については記載されていない。同書によれば、当時の同館の経営者は小南捨三郎、支配人は藤井松太郎と記載されており、観客定員数の記載はない。同年4月1日、同館が位置した春木町は、合併して岸和田市になった。翌1943年（昭和18年）発行の『映画年鑑 昭和十八年版』には、同館の経営者として藤澤武也の名が記されており、観客定員数は405名であったとされる。藤澤武也は、戦後、大阪市大正区の大運橋映画劇場（戦前の港賑館）の支配人を務めた人物である。

### 戦後
戦後はいち早く復興しており、1950年（昭和25年）に発行された『映画年鑑 1950』には、同市内の欄に、大映の三番館である岸和田館（堺町1919番地、経営・山口藤次郎）、松竹の二番館である第二電気館（のちの岸和田電気館、北町74番地、経営・岩崎治良）、東宝の三番館と洋画を上映した山村劇場（北町74番地、経営・河合栄）、洋画系の岸和田セントラル（のちの岸和田東宝セントラル劇場、宮本町125番地、経営・山口藤次郎）、東宝の三番館でありヨーロッパ映画も上映した岸和田東宝劇場（岸和田東宝映画劇場、本町219番地、経営・映宝興行および中平邦顕）、そして同館の6館が記載されている。同書によれば、当時の同館の経営者は夜明藤一、観客定員数は360名、興行系統は東宝・大映の二番館である。翌1951年（昭和26年）に発行された『映画年鑑 1951』では、同館の経営者は変わらないが、観客定員数は399名に増加、興行系統は東宝・新東宝の三番館に変わっている。1955年（昭和30年）当時の同館は、夜明藤一が支配人を兼ねた個人経営であり、興行系統は松竹・大映であったが、翌1956年（昭和31年）以降は、日本映画のほかに輸入映画（洋画）も上映する映画館になっていた。
中場利一の小説『えんちゃん 岸和田純情暴れ恋』（2000年2月発行）には「春陽館という町はずれの映画館」として同館が登場し、「レンガ場のでこぼこ道からアスファルトの道に出て、紀州街道を右折」と、紀州街道を南下するルートでの同館への経路が描写されている。同作は、中場自身の母をモデルにした物語であり、1957年（昭和32年）に同館の存在した岸和田市春木に生まれた中場が、自らの生まれる以前の同館近辺の世界を描いたものである。同年には、山村劇場が岸和田東映劇場と改称して東映の契約封切館となり、同年4月24日には、鍛治屋町の繁華街に岸和田大映（のちに移転して岸和田大劇、経営・同和興行）が開館し、大映二番館として興行を開始している。これによって、同市内の映画館は合計9館の時代を迎える。1959年（昭和34年）には、同館は夜明藤一から向井克巳に売却され、その後は、経営者と支配人を向井が兼ね、興行系統は日本映画各社の下番線に変わった。
同市内の9館体制のピークは短く、1961年（昭和36年）には山直劇場（岡山町12番地、経営・西川輝男）が、翌1962年（昭和37年）には岸和田東宝映画劇場（本町219番地1号、経営・照屋潔）、吉野倶楽部（下野町517番地、経営・楠原エイ）とともに、同館も閉館している。同館を含めた4館の閉館によって、同市内の映画館はわずか5館に減ってしまった。
同館の跡地は、Google ストリートビューによれば、2009年（平成21年）7月現在、月極駐車場である。